# (73639) 1977 EL7
(73639) 1977 EL7 – planetoida z pasa głównego asteroid okrążająca Słońce w ciągu 5,39 lat w średniej odległości 3,07 j.a. Odkryli ją Hiroki Kōsai i Kiichirō Furukawa 12 marca 1977 roku w Obserwatorium w Kiso.